# Thiéblemont-Farémont
Thiéblemont-Farémont és un municipi francès, situat al departament del Marne i a la regió del Gran Est. L'any 2007 tenia 525 habitants.

## Demografia

### Població
El 2007 la població de fet de Thiéblemont-Farémont era de 525 persones. Hi havia 174 famílies, de les quals 32 eren unipersonals (12 homes vivint sols i 20 dones vivint soles), 57 parelles sense fills, 73 parelles amb fills i 12 famílies monoparentals amb fills.
La població ha evolucionat segons el següent gràfic:
Habitants censats

### Habitatges
El 2007 hi havia 189 habitatges, 171 eren l'habitatge principal de la família, 9 eren segones residències i 9 estaven desocupats. 184 eren cases i 5 eren apartaments. Dels 171 habitatges principals, 152 estaven ocupats pels seus propietaris, 11 estaven llogats i ocupats pels llogaters i 7 estaven cedits a títol gratuït; 2 tenien dues cambres, 9 en tenien tres, 26 en tenien quatre i 133 en tenien cinc o més. 147 habitatges disposaven pel capbaix d'una plaça de pàrquing. A 60 habitatges hi havia un automòbil i a 103 n'hi havia dos o més.

### Piràmide de població
La piràmide de població per edats i sexe el 2009 era:
| Homes | Edats   | Dones |
| ----- | ------- | ----- |
| 0     | 95 o +  | 0     |
| 4     | 90 a 94 | 4     |
| 4     | 85 a 89 | 28    |
| 0     | 80 a 84 | 8     |
| 16    | 75 a 79 | 12    |
| 24    | 70 a 74 | 8     |
| 20    | 65 a 69 | 16    |
| 8     | 60 a 64 | 8     |
| 12    | 55 a 59 | 16    |
| 32    | 50 a 54 | 12    |
| 4     | 45 a 49 | 28    |
| 40    | 40 a 44 | 20    |
| 12    | 35 a 39 | 12    |
| 8     | 30 a 34 | 16    |
| 24    | 25 a 29 | 24    |
| 8     | 20 a 24 | 12    |
| 36    | 15 a 19 | 24    |
| 20    | 10 a 14 | 24    |
| 8     | 5 a 9   | 20    |
| 4     | 0 a 4   | 8     |

## Economia
El 2007 la població en edat de treballar era de 301 persones, 200 eren actives i 101 eren inactives. De les 200 persones actives 188 estaven ocupades (107 homes i 81 dones) i 12 estaven aturades (3 homes i 9 dones). De les 101 persones inactives 51 estaven jubilades, 22 estaven estudiant i 28 estaven classificades com a «altres inactius».

### Ingressos
El 2009 a Thiéblemont-Farémont hi havia 174 unitats fiscals que integraven 453,5 persones, la mediana anual d'ingressos fiscals per persona era de 18.416 €.

### Activitats econòmiques
Dels 27 establiments que hi havia el 2007, 2 eren d'empreses extractives, 1 d'una empresa alimentària, 1 d'una empresa de fabricació de material elèctric, 4 d'empreses de fabricació d'altres productes industrials, 1 d'una empresa de construcció, 7 d'empreses de comerç i reparació d'automòbils, 3 d'empreses de transport, 2 d'empreses d'hostatgeria i restauració, 1 d'una empresa d'informació i comunicació, 1 d'una empresa immobiliària i 4 d'entitats de l'administració pública.
Dels 4 establiments de servei als particulars que hi havia el 2009, 1 era una gendarmeria, 1 oficina de correu, 1 taller de reparació d'automòbils i de material agrícola i 1 restaurant.
L'únic establiment comercial que hi havia el 2009 era una fleca.
L'any 2000 a Thiéblemont-Farémont hi havia 8 explotacions agrícoles que ocupaven un total de 532 hectàrees.

## Equipaments sanitaris i escolars
L'únic equipament sanitari que hi havia el 2009 era una farmàcia.
El 2009 hi havia una escola elemental.

## Poblacions més properes
El següent diagrama mostra les poblacions més properes.